# Wolfbühl (Isny)
Wolfbühl ist ein Wohnplatz in der Gemarkung Großholzleute im Gebiet der Stadt Isny im Allgäu im Landkreis Ravensburg in Baden-Württemberg.

## Geographie
Der Ort liegt circa zwei Kilometer südöstlich der Stadt Isny im Allgäu. Durch den Ort verläuft die Landesgrenze zwischen Bayern und Baden-Württemberg. Der westliche Teil des Ortes ist ein Gemeindeteil, der in der Gemeinde Maierhöfen liegt. Östlich der Ortschaft liegt das Naturschutzgebiet Hengelesweiher.

## Ortsname
Der Ortsname setzt sich aus dem Tiernamen Wolf sowie dem Grundwort -bühl zusammen und bedeutet (Siedlung am) Hügel, wo Wölfe leben.

## Geschichte
Wolfbühl wurde erstmals urkundlich um das Jahr 1250 als Wolfpuhel erwähnt. Im Ort befanden sich Eigenhöfe sowie Fallehengüter des Klosters Isny. Im Jahr 1771 fand die Vereinödung Wolfbühls statt. Der Ort gehörte ehemals zur Markung Schließlang und später zur Gemeinde Großholzleute.